# József Szlávy
József Szlávy de Érkenéz et Okány (Győr, 23 novembre 1818 – Zsitvaújfalu, 6 agosto 1900) è stato un politico ungherese, primo ministro dell'Ungheria dal 1872 al 1874, presidente del Parlamento dal 1879 al 1880 e presidente della Camera dei Magnati dal 1894 al 1896.